# Châu Thành (huyện An Giang)
Châu Thành là một huyện thuộc tỉnh An Giang, Việt Nam.

## Địa lý
Huyện Châu Thành nằm ở phía nam của tỉnh An Giang, có vị trí địa lý:
- Phía đông giáp thành phố Long Xuyên và huyện Chợ Mới
- Phía tây giáp huyện Tri Tôn
- Phía nam giáp huyện Thoại Sơn
- Phía bắc giáp huyện Châu Phú.

Huyện có diện tích 357,20 km², dân số năm 2019 là 151.368 người, mật độ dân số đạt 436 người/km².

### Điều kiện tự nhiên
Địa hình ở đây bằng phẳng, thoải từ bắc xuống nam. Sông Hậu chảy dọc phía đông bắc huyện.
Huyện Châu Thành nằm tiến giáp thành phố Long Xuyên, với tổng diện tích tự nhiên 34.720 ha (347,2 km²). Diện tích đất sản xuất nông nghiệp là 29.252 ha.
Dân số là 171.480 người với 34.018 hộ, gồm các dân tộc Kinh, Khmer, Chăm, và Hoa. Châu Thành là nơi có đạo Hòa Hảo phát triển.

## Hành chính

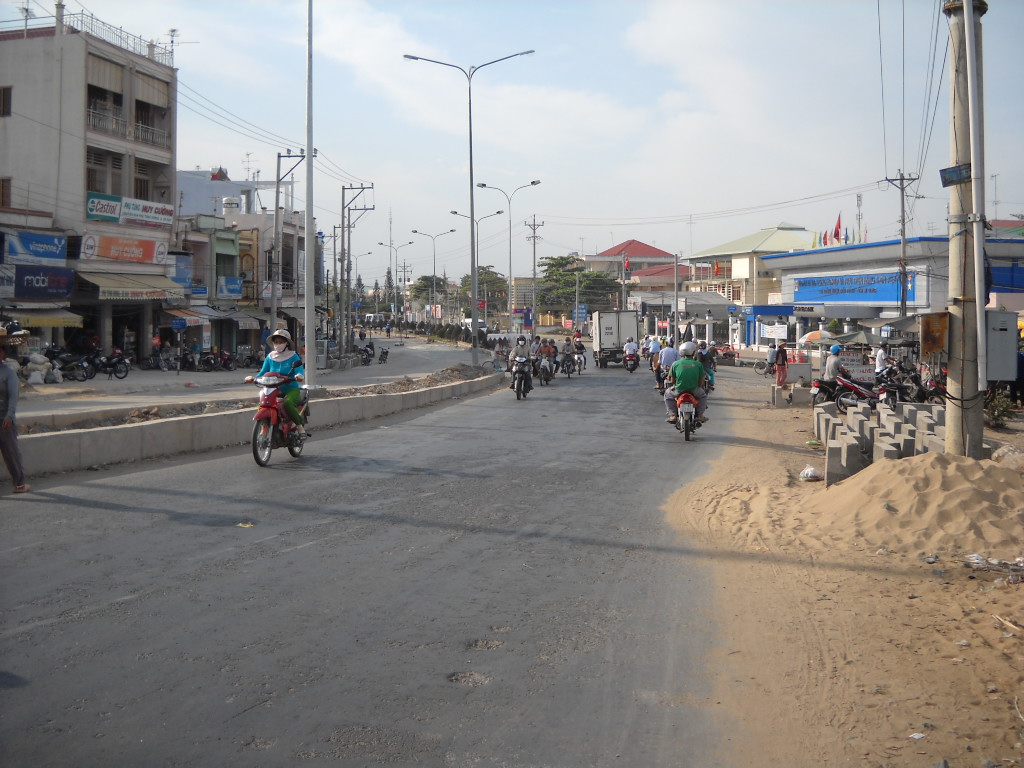
Thị trấn An Châu, nơi đặt các cơ quan hành chính của huyện

Huyện Châu Thành có 13 đơn vị hành chính cấp xã trực thuộc, bao gồm 2 thị trấn: An Châu (huyện lỵ), Vĩnh Bình và 11 xã: An Hòa, Bình Hòa, Bình Thạnh, Cần Đăng, Hòa Bình Thạnh, Tân Phú, Vĩnh An, Vĩnh Hanh, Vĩnh Lợi, Vĩnh Nhuận, Vĩnh Thành được chia thành 63 khóm-ấp.
| TT. Vĩnh Bình TT. An Châu X. Vĩnh An X. Tân Phú X. Vĩnh Hanh X. Vĩnh Nhuận X. Cần Đăng X. Vĩnh Lợi X. An Hòa X. Bình Hòa X. Bình Thạnh X. Hòa Bình Thạnh X. Vĩnh Thành H. Châu Phú H. Chợ Mới TP. Long Xuyên H. Thoại Sơn H. Tri Tôn TX. Tịnh Biên Bản đồ hành chính huyện Châu Thành, tỉnh An Giang |

| Đơn vị hành chính cấp xã                                       | Thị trấn An Châu | Thị trấn Vĩnh Bình | Xã An Hòa | Xã Bình Hòa | Xã Bình Thạnh | Xã Cần Đăng | Xã Hòa Bình Thạnh | Xã Tân Phú | Xã Vĩnh An | Xã Vĩnh Hanh | Xã Vĩnh Lợi | Xã Vĩnh Nhuận | Xã Vĩnh Thành |
| -------------------------------------------------------------- | ---------------- | ------------------ | --------- | ----------- | ------------- | ----------- | ----------------- | ---------- | ---------- | ------------ | ----------- | ------------- | ------------- |
| Diện tích (km²)                                                | 12,86            | 40,93              | 16,89     | 22,31       | 8,66          | 37,33       | 33,14             | 24,84      | 30,43      | 36,96        | 26,45       | 38,04         | 25,99         |
| Dân số (người)                                                 | 22.998           | 9.005              | 14.392    | 20.304      | 6.249         | 17.537      | 10.768            | 3.641      | 9.010      | 12.979       | 5.193       | 6.416         | 12.876        |
| Mật độ dân số (người/km²)                                      | 1.788            | 220                | 852       | 910         | 722           | 470         | 325               | 147        | 296        | 351          | 196         | 169           | 495           |
| Số đơn vị hành chính                                           | 8 khóm           | 4 khóm             | 4 ấp      | 6 ấp        | 4 ấp          | 5 ấp        | 6 ấp              | 3 ấp       | 3 ấp       | 6 ấp         | 4 ấp        | 5 ấp          | 5 ấp          |
| Nguồn: Kết quả điều tra dân số và nhà ở tỉnh An Giang 1/4/2019 |                  |                    |           |             |               |             |                   |            |            |              |             |               |               |

## Lịch sử

### Vài nét về địa danh Châu Thành
Trong văn học dân gian ở Nam Bộ có khá nhiều câu sử dụng từ "châu thành", mặc dù trong văn bản được viết hoa, nhưng "châu thành" ở đây được dùng như là một danh từ chung, chỉ nơi phố xá đông đúc, văn minh. Từ "châu thành" vốn là một từ Hán-Việt, được sử dụng khá phổ biến ở Nam Bộ. Khái niệm "châu thành" có thể hiểu là: 
- Phố phường, thành thị, nơi dân cư đông đúc
- Khu vực chính một xứ hay một tỉnh
- Vùng đất bao quanh, ở cạnh thành phố, thị xã, đơn vị hành chính cấp huyện.

Sau khi chiếm nốt 3 tỉnh miền Tây Nam Kỳ, ngày 5 tháng 6 năm 1867, thực dân Pháp ra nghị định chia 6 tỉnh Nam Kỳ ra 24 hạt tham biện (arondissemnent). Viên cai trị hạt là tham biện (inspecteur, sau đổi là administrateur). Lỵ sở của hạt gọi là "châu thành", có chức năng như một "trung tâm hành chính" của hạt. Bắt đầu từ năm 1912, địa danh Châu Thành chính thức được đặt tên cho nhiều đơn vị hành chính cấp quận ở các tỉnh Nam Kỳ.
Ban đầu, "châu thành" chỉ các trung tâm hành chính, nơi có chợ búa, các cơ quan của hạt tham biện trú đóng. Sau khi thành lập các thị xã với chức năng "tỉnh lỵ", nó chiếm một phần diện tích của "châu thành", phần diện tích còn lại vẫn giữ tên cũ là quận Châu Thành và sau này là huyện Châu Thành. Hiện nay các thị xã tỉnh lỵ đó đều đã được nâng cấp trở thành các thành phố trực thuộc tỉnh.
Huyện Châu Thành thuộc tỉnh An Giang ngày nay chính là quận Châu Thành thuộc tỉnh Long Xuyên thời Pháp thuộc. Địa bàn thành phố Long Xuyên ngày nay khi đó vẫn nằm trong quận Châu Thành.

### Lịch sử
Châu Thành là một huyện đồng bằng ở tây nam bờ sông Hậu của tỉnh An Giang, Việt Nam, được thành lập khi huyện Châu Thành X được tách ra thành 2 huyện Châu Thành và Thoại Sơn, theo Quyết định số 300/CP ngày 23 tháng 8 năm 1979 của Hội đồng Chính phủ Việt Nam về việc điều chỉnh địa giới hành chính một số huyện và thị xã thuộc tỉnh An Giang. Trước 1975, huyện này thuộc tỉnh Long Xuyên.
Ngày 11 tháng 3 năm 1977, Hội đồng Chính phủ ban hành Quyết định số 56-CP, sáp nhập huyện Huệ Đức vào huyện Châu Thành.
Sau khi sáp nhập, huyện Châu Thành có thị trấn Đông Sơn (huyện lỵ) và 13 xã: Bình Hòa, Bình Thủy, Cần Đăng, Định Mỹ, Hòa Bình Thạnh, Mỹ Hòa Hưng, Phú Hòa, Thoại Sơn, Vĩnh Chánh, Vĩnh Hanh, Vĩnh Nhuận, Vĩnh Trạch, Vọng Thê.
Ngày 25 tháng 4 năm 1979, Hội đồng Chính phủ ban hành Quyết định số 181-CP. Theo đó:
- Điều chỉnh địa giới hành chính 9 xã: Bình Hòa, Bình Thủy, Định Mỹ, Hòa Bình Thạnh, Vĩnh Chánh, Vĩnh Hanh, Vĩnh Nhuận, Vĩnh Trạch, Vọng Thê và một phần phường Bình Đức của thị xã Long Xuyên để thành lập thị trấn An Châu và 11 xã: An Hòa, Định Thành, Tân Phú, Tây Phú, Vĩnh An, Vĩnh Bình, Vĩnh Khánh, Vĩnh Lợi, Vĩnh Phú, Vĩnh Thành, Vọng Đông.
- Điều chỉnh địa giới hành chính thị trấn Đông Sơn và 5 xã Cần Đăng, Thoại Sơn, Vĩnh Chánh, Vĩnh Thuận, Vĩnh Trạch.
- Đổi tên phần còn lại của xã Thoại Sơn thành xã Thoại Giang
- Đổi tên thị trấn Đông Sơn thành thị trấn Núi Sập.

Từ đó, huyện Châu Thành có 2 thị trấn: Núi Sập (huyện lị), An Châu và 24 xã: An Hòa, Bình Hòa, Bình Thủy, Cần Đăng, Định Mỹ, Định Thành, Hòa Bình Thạnh, Mỹ Hòa Hưng, Phú Hòa, Tân Phú, Tây Phú, Thoại Giang, Vĩnh An, Vĩnh Bình, Vĩnh Chánh, Vĩnh Hanh, Vĩnh Khánh, Vĩnh Lợi, Vĩnh Nhuận, Vĩnh Phú, Vĩnh Thành, Vĩnh Trạch, Vọng Đông, Vọng Thê.
Ngày 23 tháng 8 năm 1979, Hội đồng Chính phủ ban hành Quyết định số 300-CP, tách thị trấn Núi Sập và 11 xã: Định Mỹ, Định Thành, Phú Hòa, Tây Phú, Thoại Giang, Vĩnh Chánh, Vĩnh Khánh, Vĩnh Phú, Vĩnh Trạch, Vọng Đông, Vọng Thê để thành lập huyện Thoại Sơn.
- Ranh giới giữa hai huyện Châu Thành và Thoại Sơn quy định như sau: Bắt đầu từ giữa lòng kinh Tư Kề (phần giáp ranh với huyện Tri Tôn) nối liền với Kinh Làng, kinh Ba Dầu đến ngã năm Ba Bần theo giữa lòng kinh Long Xuyên đi Rạch Giá đến giáp ranh thị xã Long Xuyên.
- Sáp nhập xã Bình Thủy vào huyện Châu Phú; Sáp nhập xã Mỹ Hòa Hưng vào thị xã Long Xuyên.

Sau khi điều chỉnh, huyện Châu Thành còn lại 1 thị trấn và 11 xã. Huyện lỵ được dời từ thị trấn Núi Sập về thị trấn An Châu.
Ngày 28 tháng 10 năm 1993, Chính phủ ban hành Nghị định số 76-CP. Theo đó, chia xã Bình Hòa thành 2 xã: Bình Hòa, Bình Thạnh.
Ngày 9 tháng 12 năm 2020, Ủy ban Thường vụ Quốc hội ban hành Nghị quyết 1107/NQ-UBTVQH14, chuyển xã Vĩnh Bình thành thị trấn Vĩnh Bình. Huyện Châu Thành có 2 thị trấn và 11 xã trực thuộc như hiện nay.
Ngày 29 tháng 4 năm 2022, Bộ Xây dựng ban hành Quyết định số 352/QĐ-BXD về việc công nhận thị trấn An Châu mở rộng (bao gồm thị trấn An Châu và xã Bình Hòa) là đô thị loại IV.

## Văn hóa

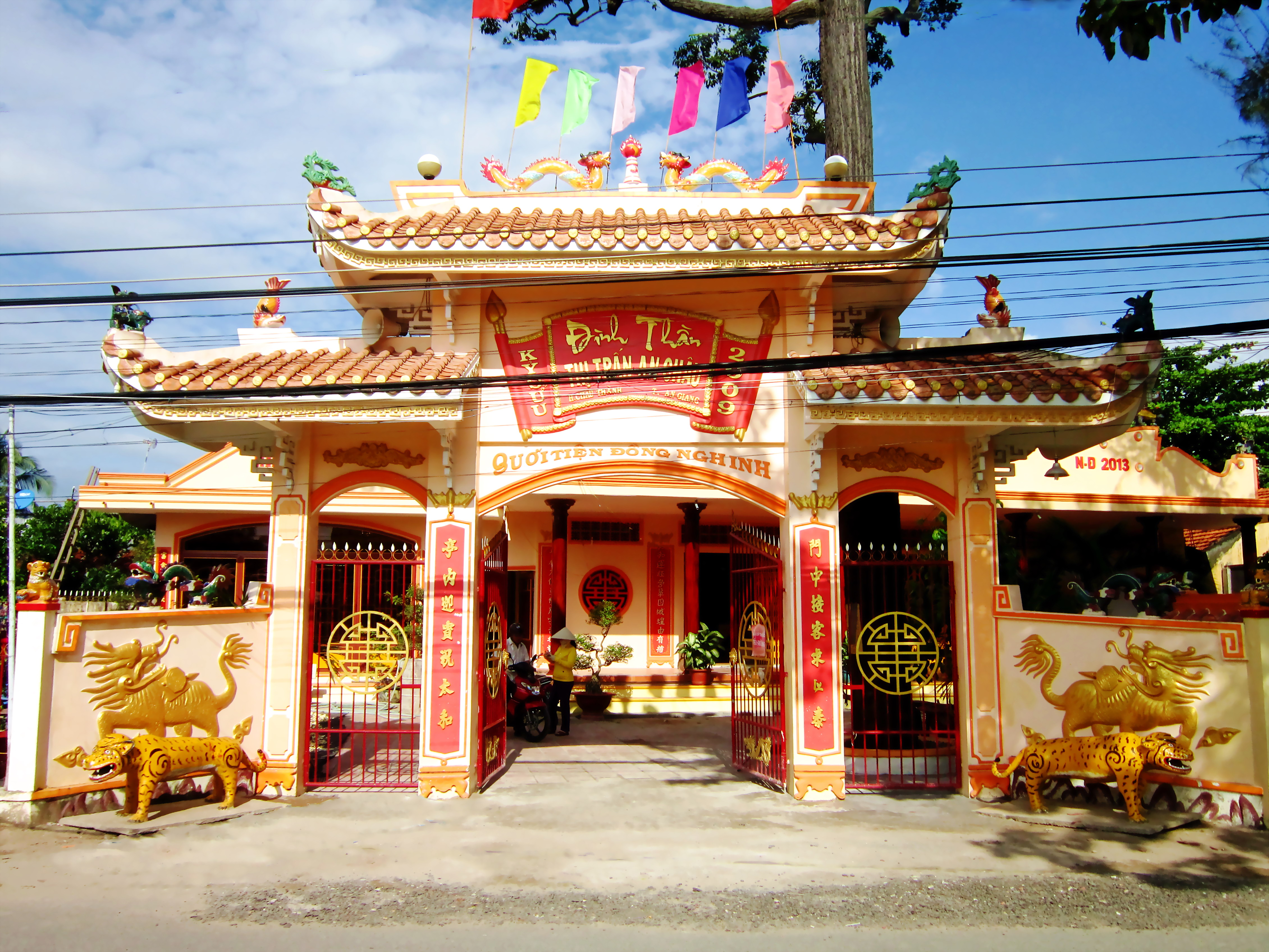
Đình thần An Châu

### Đường bộ
Có quốc lộ 91 và đường cao tốc Châu Đốc – Cần Thơ – Sóc Trăng đi qua. Các tỉnh lộ đi qua địa bàn huyện Châu Thành: 941, 947

### Đường thủy
Có sông Hậu chảy qua.

### Hạ Tầng
Hiện trên địa bàn huyện Châu Thành có Khu công nghiệp Bình Hòa với 17 dự án của doanh nghiệp đang đầu tư, hiện có 17 dự án đang hoạt động, chiếm 97 % diện tích cho thuê. Sự phát triển hiệu quả khu Công nghiệp Bình Hòa đã kéo theo những hoạt động thương mại dịch vụ khác phát triển quanh khu Công nghiệp, nhất là dọc tuyến Quốc lộ 91 và Tỉnh lộ 941 có nhiều doanh nghiệp, cơ sở sản xuất, kinh doanh - dịch vụ như xưởng sản xuất, cửa hàng bách hóa, xăng dầu, nhà trọ, quán ăn, ... đã hình thành, thu hút nhiều vốn đầu tư, giải quyết việc làm cho nhiều lao động địa phương. Cùng với đó, cụm công nghiệp Vĩnh Bình hiện có Nhà máy chế biến gạo của Công ty TNHH MTV Lương thực Vĩnh Bình đang hoạt động và dự kiến mở rộng quy mô sản xuất trong thời gian tới. Châu Thành cũng có 3 làng nghề là Rập chuột An Châu; May mùng, mền Bình Hòa; Lợp lươn Cần Đăng. Trong đó, làng nghề May mùng, mền Bình Hòa hiện đang hoạt động có hiệu quả nhất.
Dù còn nhiều hạn chế, thời gian qua huyện Châu Thành đã tranh thủ từ các nguồn vốn nhà nước và xã hội hóa để đầu tư hạ tầng giao thông nhằm tăng cường liên kết giao thương trong khu vực, thu hút doanh nghiệp đầu tư, phát triển kinh tế - xã hội địa phương. Trong đó, đầu tư xây dựng 05 tuyến đường nhựa, rải đá cấp phối 09 tuyến, hơn 45 km với trên 21 tỷ đồng; 20 cầu, 19 cống, gia cố sạt lỡ 19 đoạn với tổng kinh phí trên 46 tỷ đồng. Hiện toàn huyện có 14,253 km đường quốc lộ, 36,467 km tỉnh, 219,66 km đường huyện và 562,42 km đường xã. Có 523 cây cầu. Ngoài ra, Phòng Kinh tế - Hạ tầng đã tham mưu huyện cấp phép xây dựng theo thẩm quyền cho 20 lượt doanh nghiệp; phê duyệt 12 quy hoạch cho doanh nghiệp thực hiện các dự án đầu tư trên địa bàn huyện.
Bên cạnh đó, về quỹ đất công, Châu Thành hiện có 13 khu đất công được UBND tỉnh giao cho khai thác trong năm 2020, 2021 và 2022 với diện tích khoảng 179.568,4 m2 . Huyện đã ban hành tập san quảng bá, mời gọi với các dự án cụ thể như sau: 08 dự án nhà đầu tư quan tâm như; Khu thương mại dịch vụ (khu phức hợp); Khu đô thị sinh thái nước An Châu; Khu đô thị mới Sao Mai; Khu đô thị thương mại - dịch vụ logistics; Khu dịch vụ y tế; Khu nghỉ dưỡng Bình Thạnh; Công ty cổ phần tập đoàn Unilanhd (Sở Công thương); Khu ẩm thực An Châu; 07 dự án đang thực hiện Khu Đô thị An Châu 1, Khu đô thị An Châu 2, Khu dân cư Đất Thành An Châu (Sau ĐH Tôn Đức Thắng); Khu dân cư Đất Thành Bình Hòa; Khu đô thị thị trấn An Châu (Tập đoàn Tây Bắc) Tuyến Dân cư Mương Miễu (Cần Đăng); Khu dân cư mở rộng chợ Vĩnh Nhuận; 05 dự án đang lấy ý kiến chấp nhận chủ trương đầu tư Khu thương mại và Dân cư Vĩnh An; Khu dân cư Minh Khoa Home An Châu; Khu dân cư An Châu phát; Khu dân cư và Trung tâm thương mại Đại học Tôn Đức Thắng; Khu dân cư và Trung tâm thương mại Tây Đại học Tôn Đức Thắng; 15 dự án chưa có nhà đầu tư tiếp cận...
Hiện tại, giao thông đường bộ đã cơ bản kết nối mạng lưới các chợ trên địa bàn huyện góp phần phục vụ cho nhu cầu giao thương hàng hóa; Tải trọng cầu và đường từng bước đã được đồng bộ đáp ứng nhu cầu vận chuyện hàng hóa của các Cơ sở sản xuất và các Doanh nghiệp. Cùng với đó, Hệ thống cầu đường phát triển đã làm thay đổi diện mạo giao thông nông thôn, đây cũng là tiền đề cơ bản để thu hút các doanh nghiệp, cơ sở sản xuất quan tâm và chọn huyện Châu Thành là điểm đến để đầu tư; Qua đó, góp phần giải quyết việc làm, tăng thu nhập cho người dân nói riêng, phát triển kinh tế - xã hội của huyện nói chung. Trong những tháng đầu năm 2022, toàn huyện hiện có 382 doanh nghiệp, chi nhánh (326 doanh nghiệp, 56 chi nhánh) và 10.250 cơ sở hoạt động cùng với 19 Hợp tác xã (trong đó: 15 Hợp tác xã nông nghiệp, 04 Hợp tác xã sản xuất, vận tải và thương mại dịch vụ). Các doanh nghiệp, cơ sở sản xuất kinh doanh trên địa bàn huyện luôn nhận được sự hỗ trợ, đồng hành của UBND huyện, tổ hỗ trợ doanh nghiệp và các ngành chuyên môn tạo điều kiện thuận lợi nhất cho nhà đầu tư đến thực hiện dự án, đầu tư tại địa phương...

### Hình ảnh

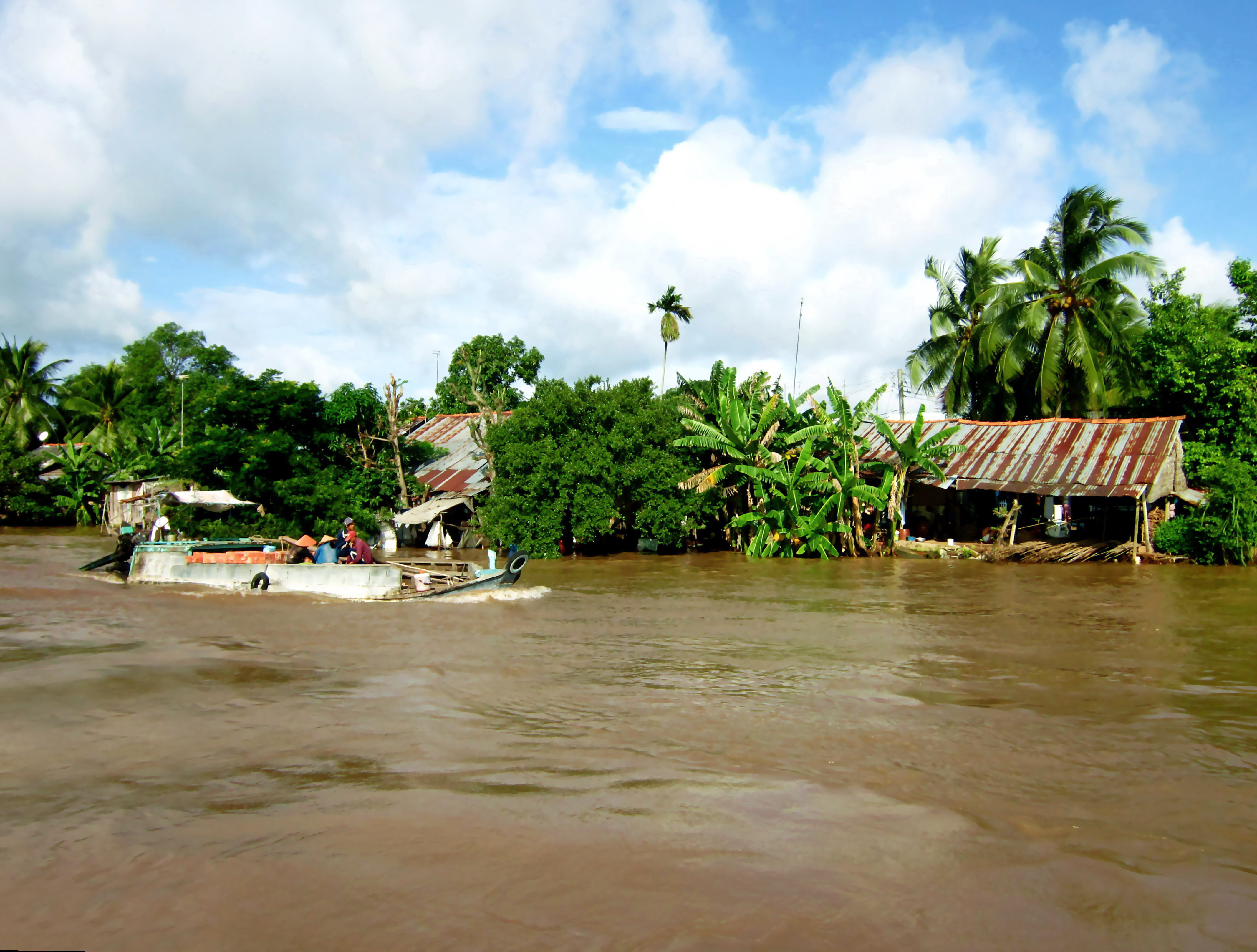
Gạch sản xuất ở huyện được chở đi bán.
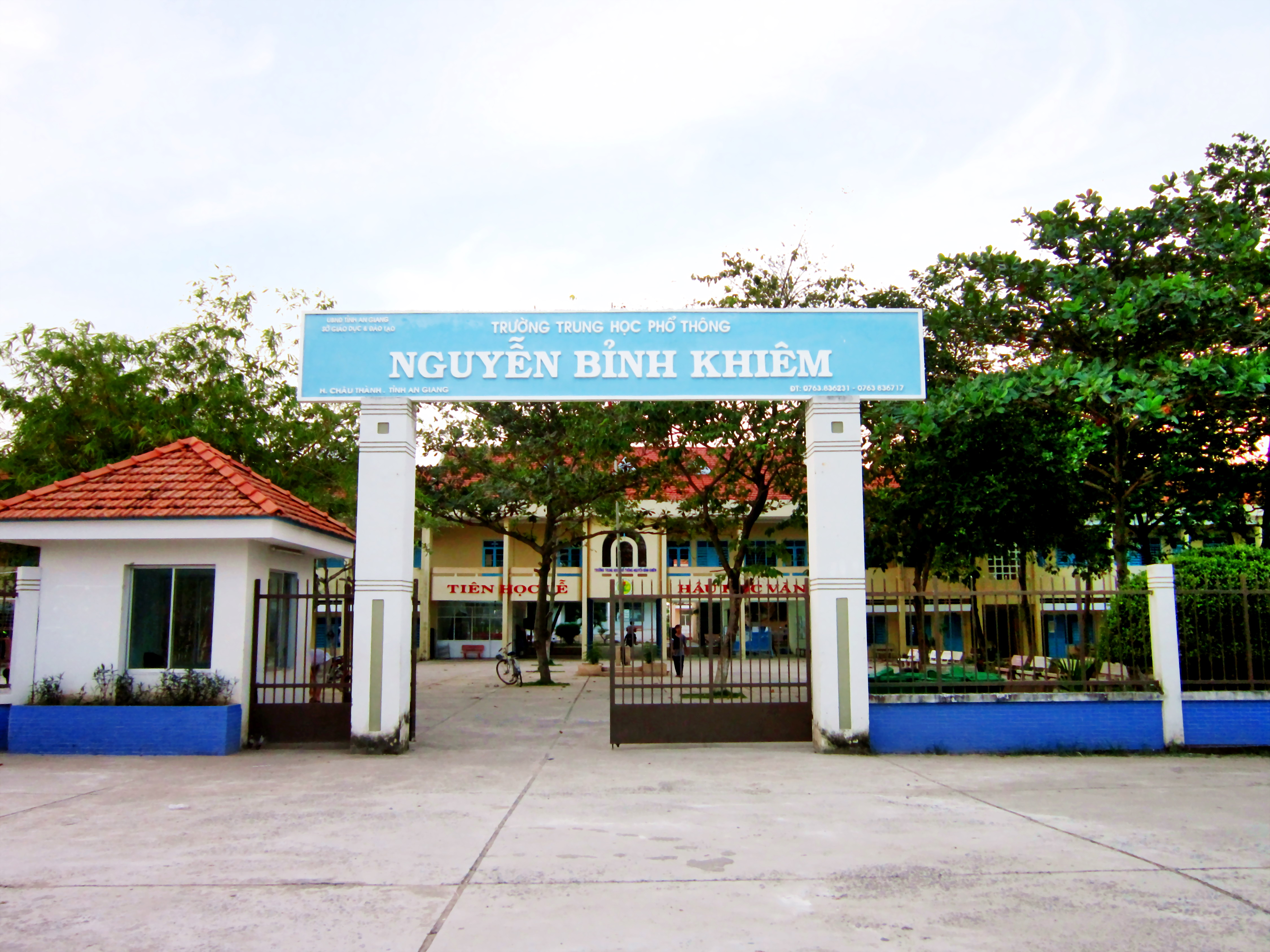
Trường THPT Nguyễn Bỉnh Khiêm ở thị trấn An Châu.
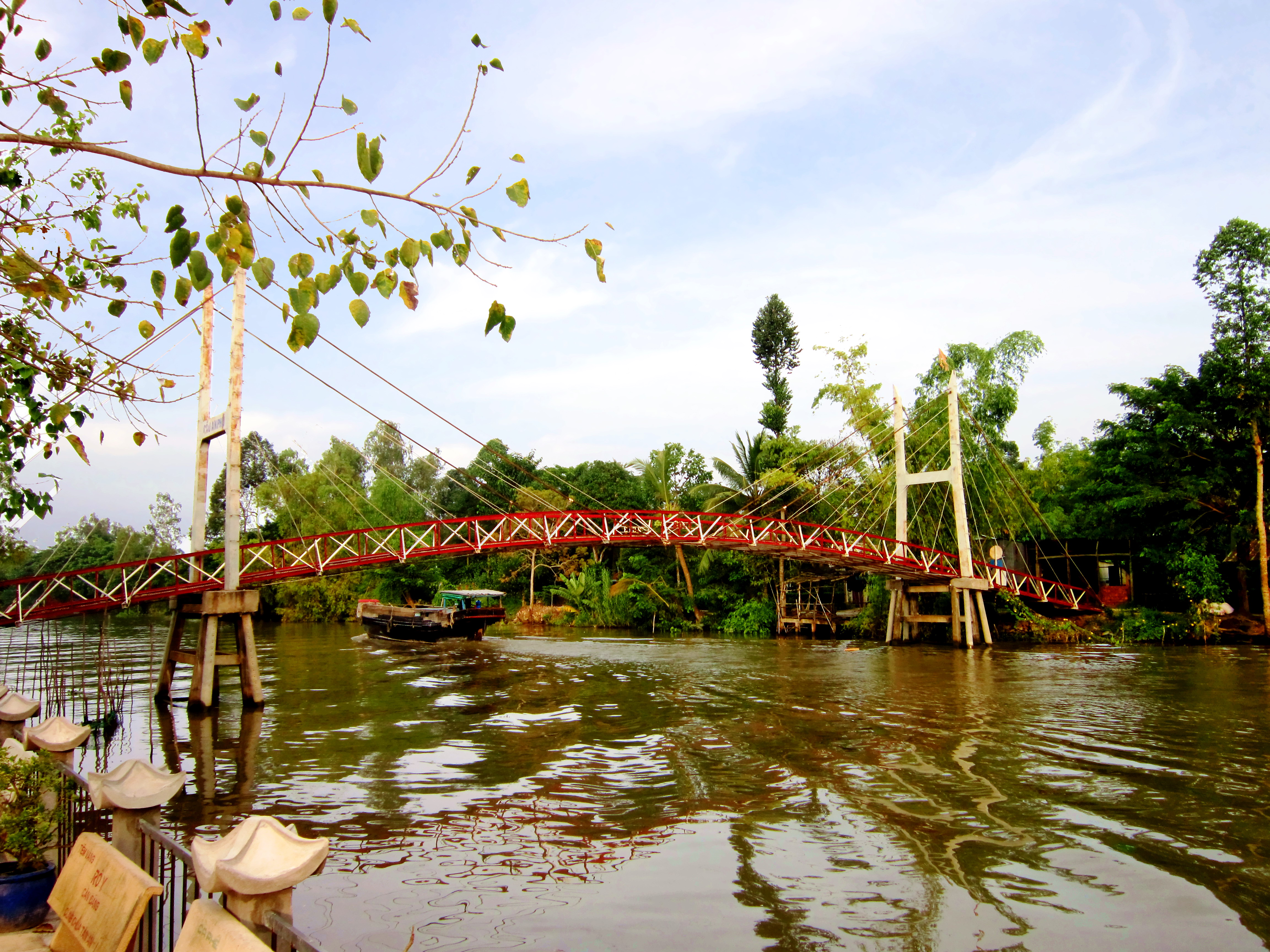
Cầu treo An Phú bắc qua kênh Mặc Cần Dưng ở xã Bình Hòa.
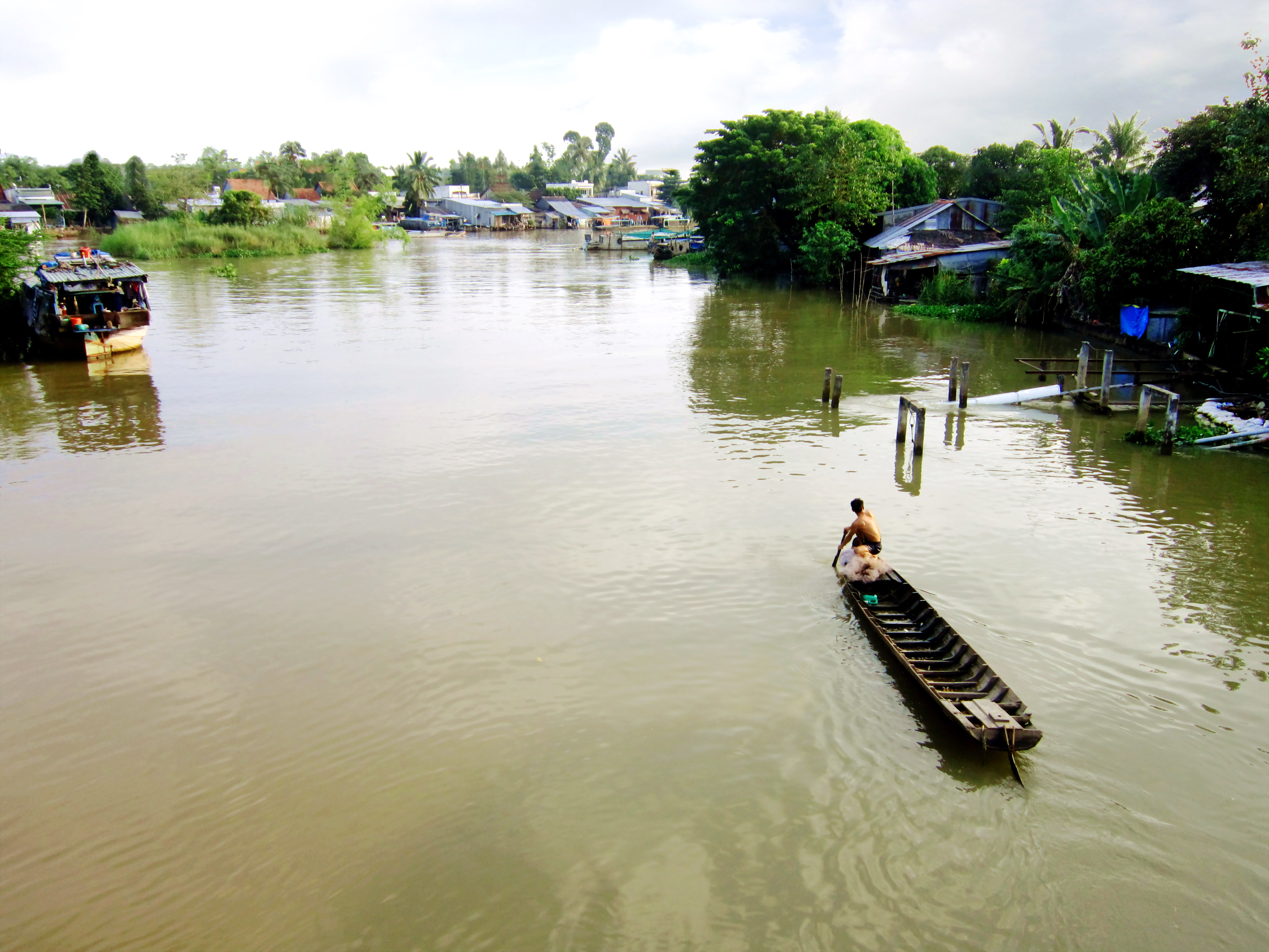
Một con rạch chảy qua cầu Cần Đăng và ngôi chợ cùng tên.
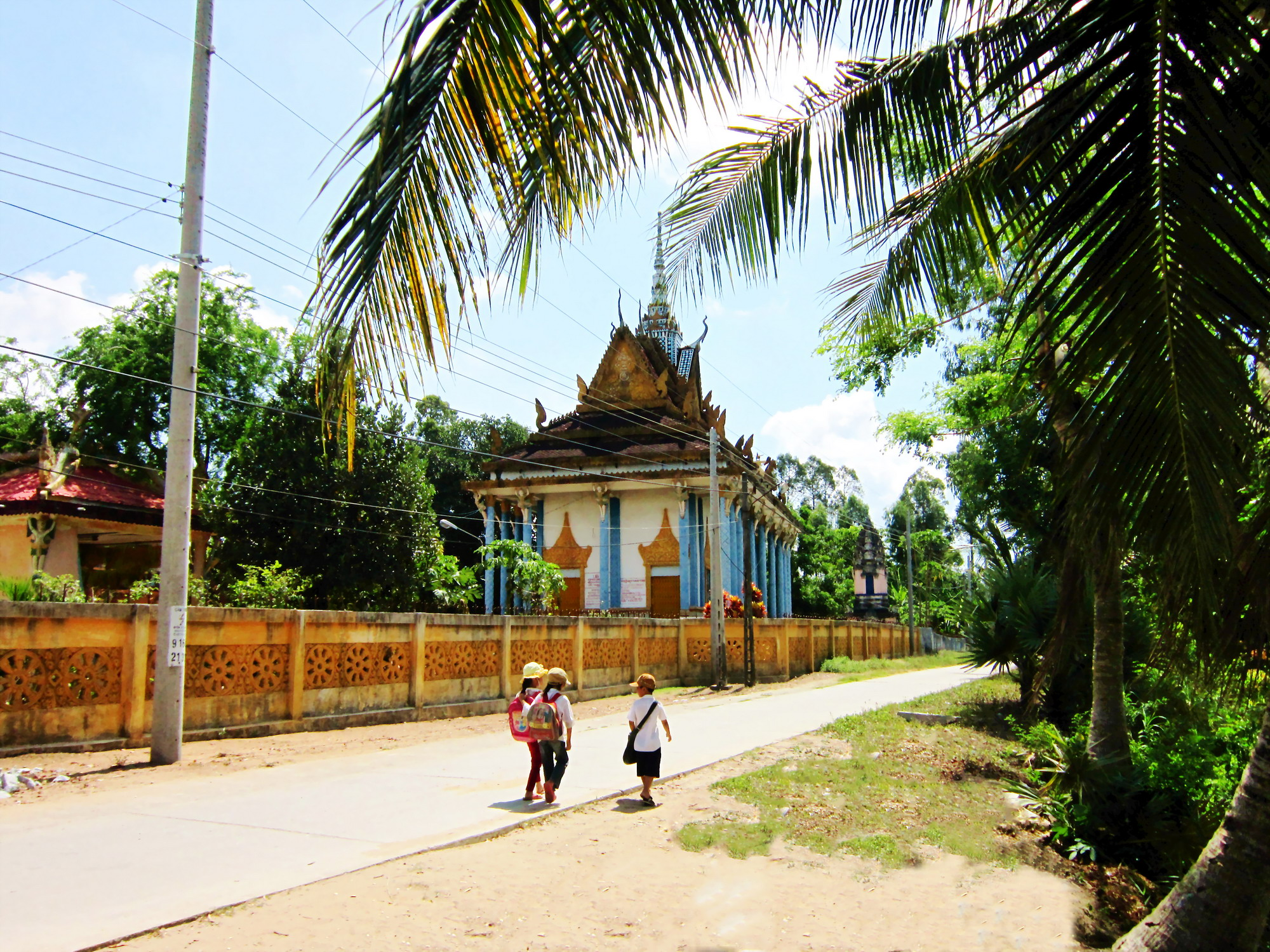
Một con đường bê tông ở xã Vĩnh Thành [11].